# 西关街道 (金台区)
西关街道是中国陕西省宝鸡市金台区下辖的一个乡镇。

## 行政区划
西关街道共辖以下地区 ：
福临堡社区、叉车厂社区、工程机械厂社区、宝福社区、四总队社区、西关社区、建筑新村社区、新福路社区、罗家塄村、福临堡村、太平堡村、玉涧堡村、新春村。